# Magnétoréception
 (mars 2017).
La magnétoréception, aussi appelée magnétoception ou biomagnétoréception, est un sens qui permet à un être vivant (animal, plante, champignon, bactérie...) de détecter l'intensité et/ou l'orientation d'un champ magnétique. 
Il est notamment utilisé par des animaux migrateurs (avec d'autres sens) pour leur orientation (direction, position). Ce terme est apparu pour la première fois en 1972, et nous pouvons actuellement dénombrer trois types de magnétoception : une perception indirecte, reposant sur la sensibilité aux courants induits, ainsi que deux mécanismes directs, assurant la transduction grâce à la magnétite ou auxdits radicaux libres.
Ce sens serait donc en rapport direct avec la migration animale, puisqu’il détecte le champ magnétique terrestre (qui est habituellement statique). Il permettrait donc aux animaux de constituer des « cartes » du monde et de naviguer. La magnétoréception a pu être observée chez toutes sortes d’êtres vivants : des bactéries, des invertébrés comme le homard, mais aussi des vertébrés, chez certaines espèces d'oiseaux, de tortues ou de requins.
Dans les années 1990 on disposait déjà de preuves expérimentales que chez les vertébrés, la magnétoréception est dépendante de la lumière, mais sans que l’on puisse alors expliquer cette dépendance ni le mécanisme de magnétoréception.

## Magnétoréception indirecte utilisant l’électroréception
L’électroréception ou électroperception est une particularité sensorielle présente chez certains animaux (les électrorécepteurs de certains poissons, situés dans leur tête ou sur leur ligne latérale, réagissent à seulement quelques microampères), ce qui laisse penser que pour les élasmobranches (requins et raies) ainsi que pour divers poissons d'eau douce vivant en eau trouble (poisson éléphant par exemple), ce sont peut-être des courants induits par leur déplacement dans le champ magnétique terrestre qui seraient à l’origine d’une magnétoréception indirecte. Les espèces disposant d'un organe dit ampoule de Lorenzini détectent la moindre variation de potentiel électrique. Cet organe permettrait donc à son possesseur de détecter indirectement le champ magnétique, aussi faible soit-il, d’une proie ou d’un prédateur (la loi de Lenz-Faraday veut que si un conducteur est en mouvement dans un champ magnétique, un potentiel électrique est créé).

## Magnétoréception directe
La perception directe d’un champ magnétique est possible, par exemple chez les végétaux, qui même à l'état de graines réagissent à des champs magnétiques (continus ou alternatifs), probablement grâce à des éléments qui possèdent des propriétés magnétiques ou para-magnétiques. Les éléments possédant ces caractéristiques sont notamment la magnétite, certaines protéines incluant des métaux sensibles au champ magnétique et les radicaux libres.

### Magnétoréception utilisant la magnétite

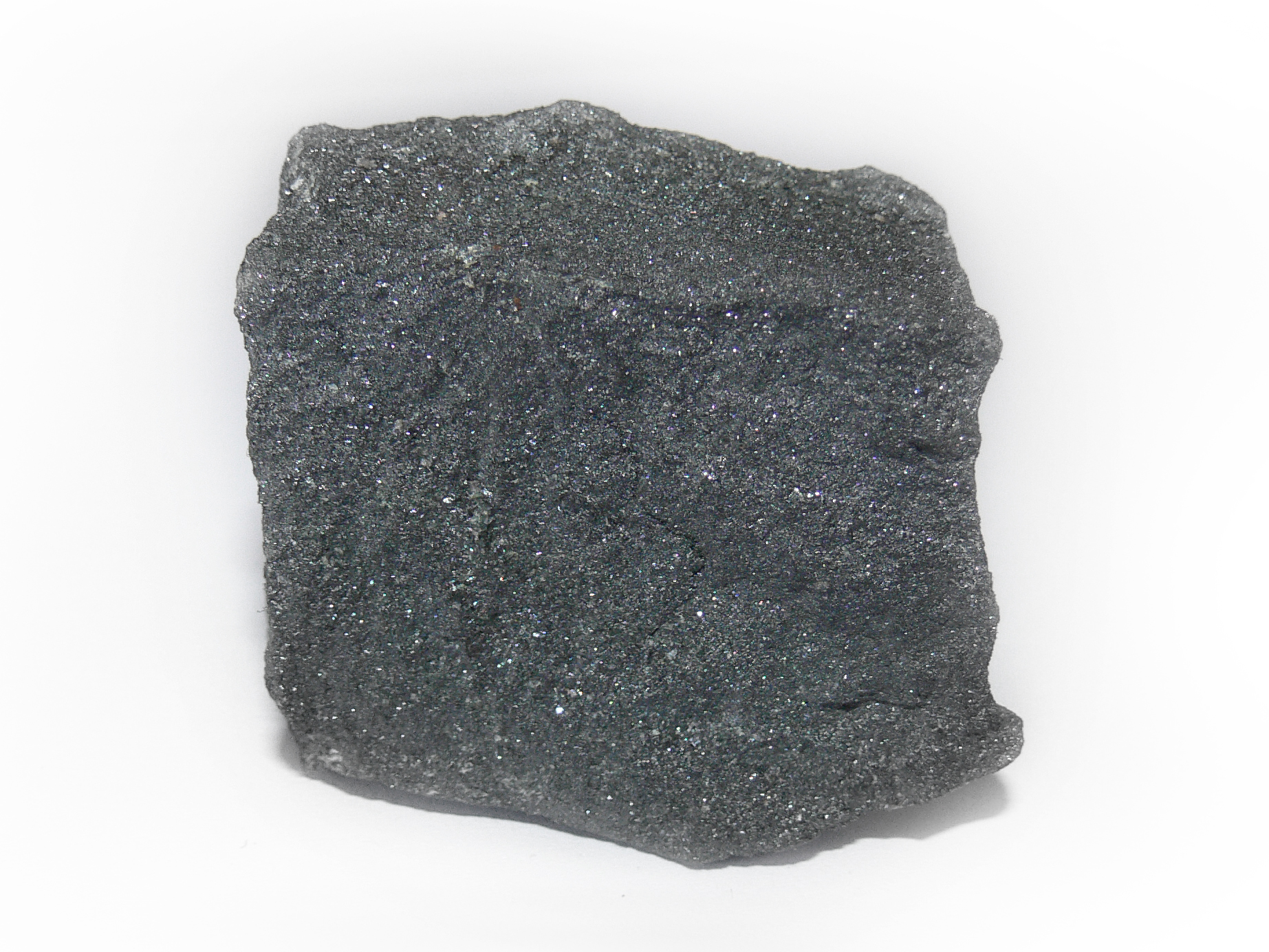
Un échantillon de magnétite.

La magnétite est un oxyde naturellement présent dans la Nature et qui est sensible aux champs magnétiques. Si sa longueur est inférieure à 50 nm, le morceau de magnétite est aimanté seulement dans un champ magnétique ; si elle est plus grande, il est constamment aimanté.
La démonstration de l’utilisation d’un champ magnétique pour s’orienter a été prouvée avec des bactéries magnétotactiques : elles possèdent une chaîne de cristaux, appelée magnétosome, composée de magnétite ou d'un sel de fer (ex : sulfate de fer), et qui se comporte comme l’aiguille d’une boussole. De ce fait, les bactéries se déplacent en suivant les lignes de champ de la Terre.
Chez les oiseaux la magnétite ou des matériaux proches à base de Fer sont impliqués dans leurs capacités d'orientation,,,,,.

### Magnétoréception utilisant les radicaux libres
Les radicaux libres sont présents lors de réactions chimiques faisant intervenir un champ magnétique. Les cryptochromes, un certain type de radicaux libres activés uniquement quand ils sont exposés à la lumière bleue (ou bleue-verte),, affectent la sensibilité lumineuse au niveau des neurones de la rétine selon le champ magnétique environnant. Dans le journal Nature en 1993, Wiltschko & al. ont montré que la lumière rouge (le rouge est la couleur complémentaire du vert ; il ne contient ni bleu ni vert) perturbe le sens de l'orientation des oiseaux.
Une hypothèse, plus complexe et plus récente, mais aussi de plus en plus évoquée est le « mécanisme de paire de radicaux »  (ou modèle à 2 espèces radicalaires), plus complexe et impliquant des calculs de chimie quantique et de hamiltonien moléculaire. Il a été imaginé par le physicien américain Klaus Schulten (après qu'il a montré avec son équipe, en 1976, qu'un champ magnétique d’une intensité 20 fois plus élevée que celle du champ géomagnétique pouvait influencer les réactions entre des paires radicalaires, in vitro et in vivo, chez certaines bactéries), puis repris par de nombreux autres scientifiques depuis le début des années 2000 ,,,,,,,,,,,,,,,.
Ceci aurait pour conséquence que le Triton d'Amérique du Nord, qui possède des cryptochromes, pourrait « voir » le champ magnétique terrestre. Des chercheurs ont également remarqué que sous une lumière ne comprenant pas de bleu, le triton se déplace à 90° de la direction choisie sous une lumière comprenant le bleu.
Néanmoins, le champ magnétique de la Terre est de 0,5 gauss (soit 50 μT), il est donc difficile d’imaginer que des réactions chimiques soient directement induites par un champ magnétique si faible.

## Fonctions de la magnétoréception chez les êtres vivants
Les êtres vivants utilisent ce sens pour différentes raisons : certains pour migrer, d’autres pour se déplacer plus localement, ou d’autres encore pour la chasse.

### Magnétoréception chez les invertébrés
Le Tritonia gigantea (aussi nommé Tochuina tetraquetra) est un mollusque qui a été étudié dans le but de trouver des indices sur le mécanisme neuronal de la magnétoréception chez les espèces. Les études, visant à démontrer l’orientation particulière du corps du Tochuina, n’ont pas permis de conclure que ce mollusque s’oriente grâce aux champs magnétiques bien que les résultats soient dignes d’intérêt.
La Drosophila melanogaster ou mouche du vinaigre est un invertébré qui semble s’orienter grâce au champ magnétique. Celles-ci possèdent des cryptochromes, qui en présence de lumière bleue, permettent à ces mouches de se repérer par rapport au champ géomagnétique. Des études ont montré qu'elles peuvent percevoir un champ magnétique de 5 gauss, mais rien ne prouve encore qu’elles puissent reconnaitre celui de la Terre, qui est dix fois moins intense.

### Magnétoréception chez les mammifères
Des travaux entrepris sur les rats-taupes, les souris et les chauves-souris ont permis de montrer que certains mammifères semblent être dotés de magnétoréception. Mais si les tests conduits sur les mulots ont été critiqués pour un manque de rigueur, ils en restent néanmoins intéressants : les mulots sont déplacés en dehors de leurs nids, et dépourvus de vue et d’odorat. Ils se déplacent pourtant vers leurs nids, du moins jusqu’à ce qu’un champ magnétique différent y soit appliqué. Ceci n’arrive pas lorsque le mulot n’est pas privé de ses sens. Il semblerait donc que la magnétoréception soit un sens utilisé seulement en cas de nécessité absolue.
Le rat-taupe, un mammifère souterrain, semble posséder la même particularité que le mulot, à la différence que celui-ci ne change pas d’attitude lorsqu’il peut y voir. De ce fait, le rat-taupe possède un sens plus développé de la magnétoréception, probablement dû à son habitude de vie souterraine.
La chauve-souris semble également être douée de magnétoception. Nous savons qu’elle utilise l’écholocalisation pour se situer à courte distance, mais nous ne savons pas ce qu’il en est pour des grandes distances, certaines espèces migrant notamment au dessus de bras de mers. Des études ont permis de conclure que les chauves-souris s’orientent grâce aux champs magnétiques, puisque celles-ci sont désorientées lorsqu’il est altéré. Cependant, nous ne savons pas de quelle façon la chauve-souris possède ce sens.
La magnétoréception chez l'Homme est sujette à controverse. En 2019 une étude expérimentale fait état d'une chute reproductible de l'amplitude des ondes α (8–13 Hz) de l'électroencéphalogramme chez des individus soumis à un champ magnétique tournant d'intensité identique à celle du champ magnétique terrestre. Cette étude n'indique cependant ni le mécanisme de la sensibilité au champ, ni si elle a des conséquences sur le comportement ou le métabolisme. Au vu des études antérieures, contradictoires ou peu concluantes, la reproduction des nouveaux résultats par des équipes indépendantes est jugée nécessaire.

### Magnétoréception chez les pigeons voyageurs
Des travaux menés sur le pigeon voyageur ont amené l’hypothèse selon laquelle ils se servent du champ magnétique terrestre pour s’orienter, en plus du soleil. D’autres études sont allées plus loin en montrant que le pigeon, mis en contact avec un aimant, n’est plus capable de s’orienter correctement.  Le neurologue David Dickman a montré (en 2012, au Baylor College of Medicine à Houston, au Texas) que l'oreille interne du pigeon possède des neurones spécifiques produisant une réponse différente selon la direction, la polarité et l'intensité du champ magnétique auquel l'animal est exposé.
Le pigeon voyageur (et les autres oiseaux) possèderaient deux mécanismes de magnétoréception : 
1. des radicaux libres,
2. de la magnétite (dans le bec et/ou le cerveau)

Un pigeon peut détecter un champ magnétique de 1,86 gauss, mais on ignore encore le mécanisme exact de la magnétoréception chez l'oiseau (et chez les autres organismes) [réf. souhaitée].

### Magnétoréception chez les végétaux
L'existence d'une magnétoréception chez de nombreux végétaux a été découverte au xviiie siècle lors des premières expériences d'électroculture et fait aujourd'hui l'objet d'un consensus scientifique[réf. souhaitée], mais son mécanisme est encore incompris, de même que ses fonctions dans la nature. Selon Galland (2005) deux principales hypothèses explicatives en cours d'étude, constituent l'un des cadres théoriques des études à venir concernant la magnétoréception végétale :
1. le « mécanisme de triplet de radicaux » (ou modèle à 3 espèces radicalaires), notamment étudié en 2019-2021) par Jean Deviers dans les universités de Paris-Saclay et d'Exeter, en partenariat avec la Faculté des sciences d'Orsay. Ce modèle semble pouvoir « augmenter par deux ordres de grandeur la sensibilité de la dynamique de spin à un champ magnétique d'intensité similaire à celui du champ magnétique terrestre »[35]. Dans le cryptochrome, les 3 radicaux pourraient par exemple être : 1) la flavine semi-quinone FADH, 2) l'anion superoxyde O2-, produits lors de la réoxydation de la flavine FADH- ; 3) peut-être un radical tyrosile créé dans la protéine (les radicaux tyrosiles ont des propriétés magnétiques cohérentes avec cette hypothèse)[35].
2. les mécanismes de résonance paramagnétique[36] et de « résonance cyclotronique ionique », basés sur le fait que les ions devraient circuler dans un plan perpendiculaire à un champ magnétique externe avec leurs fréquences Lamor, ce qui peut interférer avec un champ électromagnétique de type alternatif[1].

## Problèmes liés à la recherche
Malgré plus d'un siècle de recherche sur la magnétoception chez les plantes puis les animaux, dans certains cas aucun récepteur sensoriel n’a clairement été identifié, et dans tous les cas le mécanisme biophysiologique explicatif reste hypothétique. Ces récepteurs pourraient être minuscules, multiples ou diffus (ex : cryptochromes chez les plantes), et chez les animaux dotés d'un cerveau, la région du traitement de l’information semble difficile à déterminer. De plus, certains animaux possèdent plusieurs mécanismes liés à la sensation de champs magnétiques, et il est difficile de savoir lequel (ou lesquels) entre en jeu, et à quel degré ce système est sensible, c'est-à-dire s’il pourrait permettre de percevoir le champ magnétique terrestre : beaucoup de travaux expérimentaux ont été faits en utilisant des champs bien supérieurs à celui de la Terre. Il est possible également que ces mécanismes soient dus à des phénomènes quantiques difficile à mettre expérimentalement en évidence.